# Liste des autorités de concurrence
Cet article continent une liste des autorités de concurrence, ainsi que leur appartenance à différents réseaux : le Réseau européen de la concurrence, l'International Competition Network (ICN) et l'Organisation de coopération et de développement économiques (OCDE).

## Liste des autorités multinationales de la concurrence
| Pays                       | Autorité(s) de concurrence                                                        | ECN / Union européenne | ICN[réf. nécessaire] | OCDE | Site |
| -------------------------- | --------------------------------------------------------------------------------- | ---------------------- | -------------------- | ---- | ---- |
| Communauté andine          |                                                                                   |                        |                      |      |      |
| Union européenne           | Commission européenne (Direction générale de la concurrence)                      |                        |                      |      |      |
| Espace économique européen | Autorité de surveillance de l'AELE (pour les États-membres de l'EEE et de l'AELE) |                        |                      |      |      |

## Liste des autorités nationales de la concurrence
| Pays               | Autorité(s) de concurrence | ECN / Union européenne | ICN[réf. nécessaire] | OCDE | Site |
| ------------------ | --- | ---------------------- | -------------------- | ---- | ---- |
| Afrique du Sud     | Competition Commission South African Competition Tribunal                                                                                |                        |                      |      |      |
| Albanie            | Autoriteti i Konkurrencës |                        |                      |      |      |
| Algérie            | Conseil de la Concurrence |                        |                      |      |      |
| Allemagne          | Bundeskartellamt (office fédéral allemand des cartels)                                                                                   |                        |                      |      |      |
| Argentine          | Comisión Nacional de Defensa de la Competencia (en)                                                                                      |                        |                      |      |      |
| Arménie            | State Commission for the Protection of Economic Competition of Armenia                                                                   |                        |                      |      |      |
| Australie          | Australian Competition and Consumer Commission (en)                                                                                      |                        |                      |      |      |
| Autriche           | Bundeswettbewerbsbehörde (de) (autorité fédérale autrichienne de la concurrence)                                                         |                        |                      |      |      |
| Barbade            | Fair Trading Commission |                        |                      |      |      |
| Belgique           | Autorité belge de la Concurrence |                        |                      |      |      |
| Brésil             | Conseil administratif de la défense économique                                                                                           |                        |                      |      |      |
| Bulgarie           | Commission for Protection of Competition                                                                                                 |                        |                      |      |      |
| Canada             | Bureau de la concurrence |                        |                      |      |      |
| Chili              | Tribunal de Defensa de la Libre Competencia (es)                                                                                         |                        |                      |      |      |
| Chine              | State Administration for Market Regulation                                                                                               |                        |                      |      |      |
| Chypre             | Commission for the Protection of Competition                                                                                             |                        |                      |      |      |
| Colombie           | Superintendencia de Industria y Comercio                                                                                                 |                        |                      |      |      |
| Corée du Sud       | Fair Trade Commission (en) |                        |                      |      |      |
| Croatie            | Croatian Competition Agency |                        |                      |      |      |
| Danemark           | Konkurrence- og Forbrugerstyrelsen (da) (autorité danoise de la concurrence et de la consommation)                                       |                        |                      |      |      |
| Espagne            | Comisión Nacional de los Mercados y la Competencia (en) (CNMC) (commission nationale des marchés et de la concurrence)                   |                        |                      |      |      |
| Estonie            | Konkurentsiamet (autorité estonienne de la concurrence)                                                                                  |                        |                      |      |      |
| États-Unis         | Federal Trade Commission Division anti-trust du département de la Justice                                                                |                        |                      |      |      |
| Finlande           | Kilpailu- ja kuluttajavirasto (KKV) |                        |                      |      |      |
| France             | Métropole : Direction générale de la Concurrence, de la Consommation et de la Répression des fraudes (DGCCRF) Autorité de la concurrence |                        |                      |      |      |
| France             | Nouvelle-Calédonie : Autorité de la concurrence de la Nouvelle-Calédonie                                                                 |                        |                      |      |      |
| France             | Polynésie française : Autorité polynésienne de la concurrence                                                                            |                        |                      |      |      |
| Géorgie            | Competition Agency |                        |                      |      |      |
| Grèce              | Επιτροπή Ανταγωνισμού (el) (Epitropi Antagonismou) (commission grecque de la concurrence)                                                |                        |                      |      |      |
| Hong Kong          | Competition Commission |                        |                      |      |      |
| Hongrie            | Gazdasági Versenyhivatal (hu) (GVH) (office hongrois de la concurrence)                                                                  |                        |                      |      |      |
| Inde               | Competition Commission of India (en) |                        |                      |      |      |
| Indonésie          | Komisi Pengawas Persaingan Usaha |                        |                      |      |      |
| Irlande            | Competition and Consumer Protection Commission (en) (CPCC)                                                                               |                        |                      |      |      |
| Islande            | Samkeppniseftirlitið (autorité islandaise de la concurrence)                                                                             |                        |                      |      |      |
| Israël             | רשות התחרות (autorité israélienne de la concurrence)                                                                                     |                        |                      |      |      |
| Italie             | Autorità Garante della Concorrenza e del Mercato (it) (AGCM)                                                                             |                        |                      |      |      |
| Japon              | Commission du commerce équitable (公正取引委員会, Koō-sei-torihiki-iinnkai)                                                              |                        |                      |      |      |
| Jersey             | Jersey Competition Regulatory Authority                                                                                                  |                        |                      |      |      |
| Jordanie           | Competition Directorate at the Ministry of Industry and Trade                                                                            |                        |                      |      |      |
| Kazakhstan         | Agency of the Republic of Kazakhstan for regulation of natural monopolies                                                                |                        |                      |      |      |
| Kenya              | Monopolies and Prices Commission of Kenya                                                                                                |                        |                      |      |      |
| Kosovo             | Kosovo Competition Commission |                        |                      |      |      |
| Lettonie           | Konkurences padome (conseil letton de la concurrence)                                                                                    |                        |                      |      |      |
| Liechtenstein      | Amt für Volkswirtschaft (office liechtensteinois de l'économie)                                                                          |                        |                      |      |      |
| Lituanie           | Konkurencijos taryba (lt) (conseil lituanien de la concurrence)                                                                          |                        |                      |      |      |
| Luxembourg         | Autorité de concurrence du Grand-Duché de Luxembourg                                                                                     |                        |                      |      |      |
| Macédoine du Nord  | Commission for Protection of Competition                                                                                                 |                        |                      |      |      |
| Malaisie           | Malaysia Competition Commission |                        |                      |      |      |
| Malte              | Malta Competition and Consumer Affairs Authority                                                                                         |                        |                      |      |      |
| Maroc              | Conseil de la concurrence |                        |                      |      |      |
| Mexique            | Commission fédérale pour la concurrence économique                                                                                       |                        |                      |      |      |
| Moldavie           | Consiliul Concurenței |                        |                      |      |      |
| Nigeria            | Federal Competition and Consumer Protection Commission                                                                                   |                        |                      |      |      |
| Nouvelle-Zélande   | Commerce Commission (en) |                        |                      |      |      |
| Norvège            | Konkurransetilsynet (autorité norvégienne de concurrence)                                                                                |                        |                      |      |      |
| Pakistan           | Competition Commission of Pakistan |                        |                      |      |      |
| Pérou              | Instituto Nacional de Defensa de la Competencia y de la Protección de la Propiedad Intelectual (INDECOPI)                                |                        |                      |      |      |
| Philippines        | Philippine Competition Commission |                        |                      |      |      |
| Pologne            | Urząd Ochrony Konkurencji i Konsumentów (pl) (UOKiK) (office polonais de la concurrence et de la protection du consommateur)             |                        |                      |      |      |
| Pays-Bas           | Autoriteit Consument & Markt (en) (ACM) (autorité néerlandaise pour le consommateur et le marché)                                        |                        |                      |      |      |
| Portugal           | Autoridade da Concorrência (en) |                        |                      |      |      |
| République tchèque | Úřad pro ochranu hospodářské soutěže (office tchèque de la protection de la concurrence)                                                 |                        |                      |      |      |
| Roumanie           | Consiliul Concurenței |                        |                      |      |      |
| Royaume-Uni        | Competition and Markets Authority Competition Appeal Tribunal                                                                            |                        |                      |      |      |
| Russie             | Федеральная антимонопольная служба (en) (federal'nhaya antimonopol'naya sloujba) (office fédéral russe anti-monopole)                    |                        |                      |      |      |
| Salvador           | Superintendencia de Competencia |                        |                      |      |      |
| Singapour          | Competition and Consumer Commission of Singapore                                                                                         |                        |                      |      |      |
| Slovaquie          | Protimonopolný úrad Slovenskej republiky (sk) (office anti-monopole de la République slovaque)                                           |                        |                      |      |      |
| Slovénie           | Javna agencija Republike Slovenije za varstvo konkurence (office de la protection de la concurrence de la République slovène)            |                        |                      |      |      |
| Suède              | Konkurrensverket (KKV) |                        |                      |      |      |
| Suisse             | Commission de la concurrence |                        |                      |      |      |
| Taïwan             | Fair Trade Commission (en) |                        |                      |      |      |
| Thaïlande          | Trade Competition Commission |                        |                      |      |      |
| Turquie            | Rekabet Kuruma (en) |                        |                      |      |      |
| Tunisie            | Conseil de la Concurrence |                        |                      |      |      |
| Ukraine            | Anti-Monopoly Committee |                        |                      |      |      |
| Venezuela          | Pro-Competencia |                        |                      |      |      |